# Mahou (brasserie)
Mahou est une brasserie espagnole fondée à Madrid en 1890 par les enfants de Casimir Mahou (1804-1875), entrepreneur chimiste né à Metz et mort à Madrid. La brasserie a fusionné avec San Miguel en 2000 pour former le groupe Mahou-San Miguel. Mahou fut la première brasserie à employer des barriques d'aluminium. Son produit le plus représentatif est Mahou Cinco Estrellas (Mahou cinq étoiles), lancé en 1969.

## Bières
- Mahou Clásica.
- Mahou Cinco Estrellas.
- Mahou Sin (autrefois Laiker) (sans alcool).
- Mahou Negra.
- Mahou Maestro (Double Houblon)
- Mixta Shandy (Panaché goût citron).
- Mahou Light (faible en calories).